# Humphreys Ice Rise
Der Humphreys Ice Rise ist eine Eiskuppel vor der Loubet-Küste des Grahamlands auf der Antarktischen Halbinsel. Sie ragt aus dem Müller-Schelfeis in der Dowdeswell Bay im südwestlichen Teil des Lallemand-Fjords auf.
Luftaufnahmen entstanden bei der Falkland Islands and Dependencies Aerial Survey Expedition (1956–1957). Vermessungen nahm der Falkland Islands Dependencies Survey zwischen 1956 und 1959 vor. Das UK Antarctic Place-Names Committee benannte sie 1960 nach dem US-amerikanischen Atmosphärenphysiker William Jackson Humphreys (1862–1949).